# Teya Dora
Teodora Pavlovska (en serbi: Теодора Павловска; nascuda l'1 de maig de 1992), coneguda professionalment com a Teya Dora (en serbi: Теја Дора / Teja Dora), és una cantant, compositora i productora sèrbia. Nascuda a Bor, va debutar el 2018 i va guanyar popularitat amb el senzill "Džanum" del 2023, que es va fer viral internacionalment a TikTok.
Representa Sèrbia al Festival de la Cançó d'Eurovisió 2024 a Malmö, Suècia, amb la cançó "Ramonda".

## Biografia
Pavlovska va néixer l'1 de maig de 1992 a Bor, RF Iugoslàvia. És mig macedònia a través del seu pare, que era pintor i dissenyador gràfic. La seva mare és escriptora i periodista de Večernje novosti, l'experiència de la qual és la màgia i la cultura valaques. Després de traslladar-se a Belgrad, Pavlovska va començar a assistir a l'escola de música, gràcies a la qual va rebre una beca per estudiar al Berklee College of Music de Boston, Massachusetts. A la seva audició, va cantar "No One" d'Alicia Keys. Mentre estava a Berklee, va compartir classes amb Charlie Puth. Es va graduar a la universitat el 2014, i en la seva cerimònia de graduació, va rebre el seu diploma de Jimmy Page. Després de graduar-se, Pavlovska va viure a la ciutat de Nova York, on va treballar com a compositora.

## Carrera
Després de tornar a Sèrbia el 2018, Pavlovska va començar inicialment a col·laborar amb la cantant Nikolija, escrivint el seu senzill del 2018 "Nema limita". Va continuar escrivint cançons per a altres artistes serbis, com Nataša Bekvalac i Anastasija Ražnatović. Va fer el seu propi debut discogràfic, sota el nom de Teya Dora, amb el senzill "Da na meni je", publicat el juliol de 2019 sota Bassivity Digital. El seu nom artístic escollit prové del fet que mentre estudiaven a Berklee, els nord-americans no sabien pronunciar el seu nom; "Teya Dora" va ser el més a prop que podien arribar a pronunciar Teodora.
Després de diversos altres senzills, Teya Dora va guanyar protagonisme el 2023 amb la cançó "Džanum", gravada per a la sèrie de televisió Južni vetar: Na granici. La cançó es va fer viral internacionalment a TikTok, generant el meme d'Internet "Moye moye". "Džanum" es va utilitzar especialment a la plataforma durant les protestes després del tiroteig de l'escola de Belgrad el 2023. El vídeo musical oficial de la cançó ha acumulat més de 75 milions de visualitzacions a YouTube i més de cent milions de reproduccions a Spotify. A més, el senzill va assolir el número quatre a la llista mundial de cançons virals diaris de Spotify el 22 de maig, i Teya Dora es va convertir en la tercera artista sèrbia que té més d'un milió d'oients mensuals al servei de streaming. Els altres dos, Konstrakta i Luke Black, ho van aconseguir durant la seva participació al Festival d'Eurovisió. "Džanum" també va entrar al top ten de la llista de cançons de Croàcia de Billboard.
El desembre de 2023, Teya Dora va ser anunciada com a concursant a Pesma za Evroviziju 24, amb la cançó "Ramonda". Després de classificar-se per a la segona semifinal, finalment va guanyar la competició el 2 de març de 2024, en quedar primera en la votació del jurat i segona en la televotació, i així es va convertir en la participant de Sèrbia al Festival de la Cançó d'Eurovisió 2024 a Malmö, Suècia.

## Discografia

### Solters

#### Com a artista principal
| Títol                   | Curs | Posicions màximes dels gràfics | Posicions màximes dels gràfics | Àlbum               |
| Títol                   | Curs | AUT                            | CRO Billb.                     | Àlbum               |
| ----------------------- | ---- | ------------------------------ | ------------------------------ | ------------------- |
| "Da na meni je"         | 2019 | —                              | *                              | Sengles sense àlbum |
| "Oluja"                 | 2020 | —                              | *                              | Sengles sense àlbum |
| "Ulice" (amb Nikolija ) | 2021 | —                              | *                              | Sengles sense àlbum |
| "U ilegali"             | 2022 | —                              | —                              | Sengles sense àlbum |
| "Vozi'm"                | 2022 | —                              | —                              | Sengles sense àlbum |
| " Džanum "              | 2023 | 43                             | 6                              | Sengles sense àlbum |
| "ATaMala" (amb Albino)  | 2023 | —                              | —                              | Sengles sense àlbum |
| " Ramonda "             | 2024 | —                              | 19                             | Sengles sense àlbum |

### Aparicions convidades
| Títol     | Curs | Altres artistes     | Àlbum                  |
| --------- | ---- | ------------------- | ---------------------- |
| "Zavejan" | 2022 | Yungkulovski [ sr ] | Demoni                 |
| "Pusti'm" | 2022 | cap                 | Escala 2022            |
| "U jbt"   | 2023 | X                   | Svi će znati ko je Iks |

### Crèdits de la composició
| Títol                 | Curs | Artista(s)            | Àlbum                | Crèdits                                                        |
| --------------------- | ---- | --------------------- | -------------------- | -------------------------------------------------------------- |
| "Nema limita"         | 2018 | Nikolia               | Yin Yang             | - Compositor - co-letrista                                     |
| "Yin Yang"            | 2019 | Nikolia               | Yin Yang             | - Compositor - lletrista - co-arranjador - vocalista de suport |
| "Dođi mami"           | 2019 | Nataša Bekvalac       | senzills sense àlbum | Co-compositor                                                  |
| "Jasno mi je"         | 2020 | Zoi [ sr ]            | senzills sense àlbum | Compositor                                                     |
| "Pazi se" (amb Coby ) | 2020 | Jovana Nikolić [ sr ] | senzills sense àlbum | - Co-compositor - co-letrista - vocalista de suport            |
| "Sense placa"         | 2020 | Nikolia               | senzills sense àlbum | Compositor                                                     |
| "Bona vida"           | 2020 | Nikolia               | senzills sense àlbum | - Co-compositor - co-arranjador - vocalista de suport          |
| "Sve bih"             | 2021 | Nikolia               | senzills sense àlbum | - Co-compositor - vocalista de suport                          |
| "Gotovo"              | 2021 | Anastasia             | senzills sense àlbum | - Compositor - vocalista de suport                             |
| "Vidim-te"            | 2021 | Meta [ sr ]           | senzills sense àlbum | - Co-letrista - vocalista de suport                            |
| "Divlja orhideja"     | 2021 | Nikolia               | senzills sense àlbum | - Co-compositor - vocalista de suport                          |
| "gener"               | 2022 | Meta                  | senzills sense àlbum | Co-compositor                                                  |
| "Zabranjeno"          | 2022 | Filarri [ sr ]        | senzills sense àlbum | Compositor                                                     |
| "Pogana"              | 2022 | Tam [ sr ]            | senzills sense àlbum | - Co-arranjador - vocalista de suport                          |
| "Dodole"              | 2022 | Nikolia               | Aurora [ sr ]        | - Compositor - co-arranjador                                   |
| "Gucci Mama"          | 2022 | Nikolia               | Aurora [ sr ]        | Compositor                                                     |
| "Tami"                | 2023 | Filarri               | senzills sense àlbum | Compositor                                                     |
| "Brani jo"            | 2023 | Anastasia             | senzills sense àlbum | Compositor                                                     |
| "Posle mene"          | 2023 | Filarri               | senzills sense àlbum | Compositor                                                     |
| "Avlije avlije"       | 2023 | Nikolia               | senzills sense àlbum | Compositor                                                     |
| "Neodoljivo"          | 2023 | Aleksandra Radovic    | senzills sense àlbum | Compositor                                                     |
| "Kriva"               | 2023 | Dragana Mirković      | senzills sense àlbum | Co-compositor                                                  |
| "Koeko"               | 2024 | Mimica                | senzills sense àlbum | Compositor                                                     |
| "Viski" (amb Inas)    | 2024 | Nikolia               | Lavina               | - Compositor - vocalista de suport                             |
| "Namami"              | 2024 | Nikolia               | Lavina               | - Compositor - vocalista de suport                             |